# Nanometa cerastes
Espèce
Nanometa cerastes est une espèce d'araignées aranéomorphes de la famille des Tetragnathidae.

## Distribution
Cette espèce est endémique de Tasmanie en Australie. Elle se rencontre dans le parc national des Hartz Mountains. 

## Description
Le mâle holotype mesure 2,9 mm et la femelle paratype 4,6 mm, les mâles mesurent de 2,9 à 3,3 mm et les femelles de 3,3 à 5,0 mm.

## Systématique et taxinomie
Cette espèce a été décrite par Castanheira, Rossi et Baptista en 2023.

## Publication originale
- Castanheira, Rossi & Baptista, 2023 : « Two new species in the spider genus Nanometa (Araneae: Tetragnathidae: Nanometinae) from Tasmania. » Australian Journal of Taxonomy, vol. 38, p. 1-8 (texte intégral).